# فيلدرانرز
فيلدرانرز (بالإنجليزية: Fieldrunners)‏ ، هي لعبة فيديو إلكترونية من نوع الدفاع عن القصر من هجمات العدو، أنتجت سنة 2008م وصدرت على نظام المتجر الإلكتروني المخصص لشركة آبل الأمريكية المسمى آي تونز ، ثم صدرت عدة أجهزة وأنظمة المتوافقة معها مثل بلاي ستيشن بورتبل وأندرويد وغيرها.